# Mimicat
Marisa Isabel Lopes Mena, (Coímbra, 25 de octubre de 1984), más conocida como Mimicat, es una cantante y compositora portuguesa de pop y soul.

## Carrera

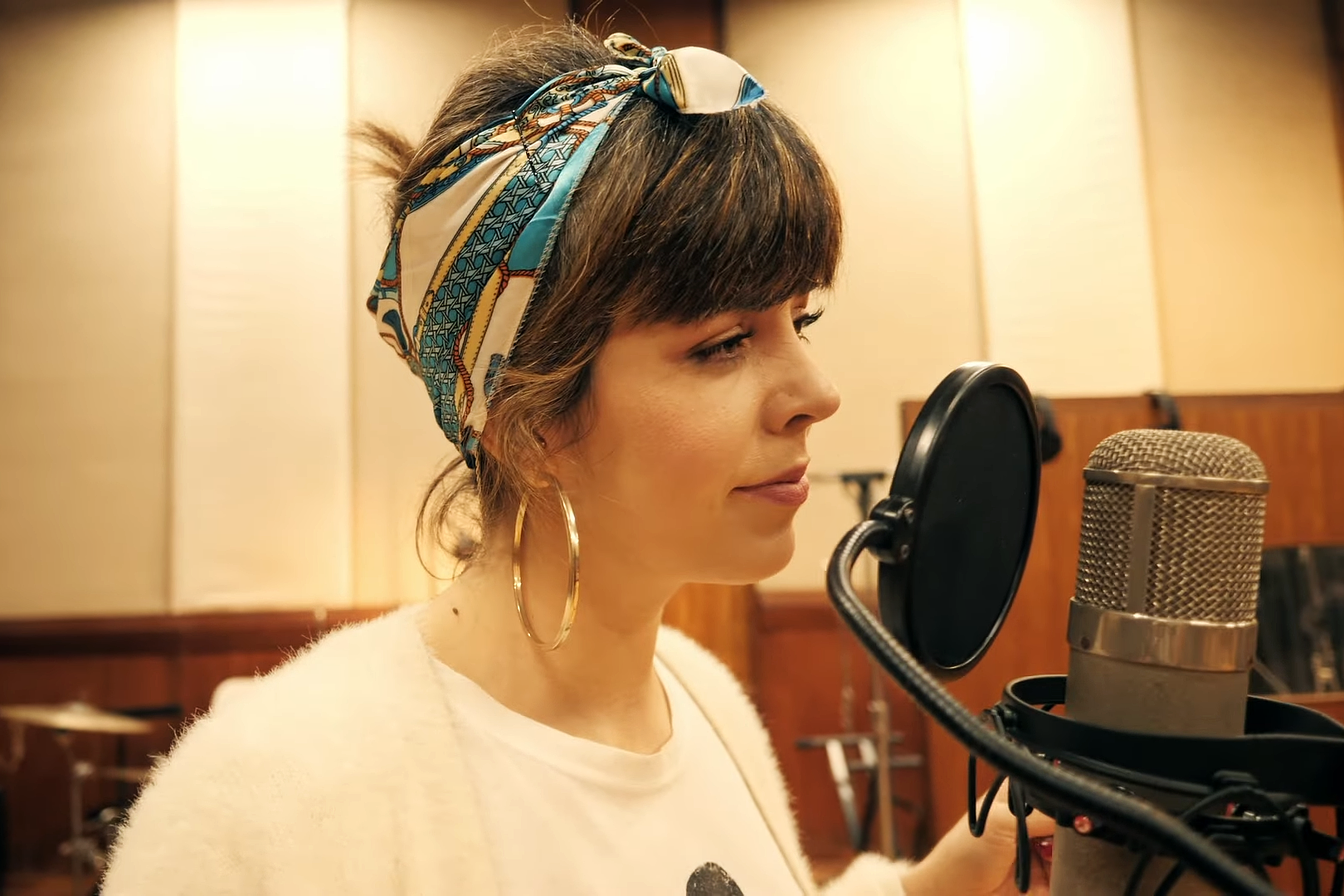
Mimicat en 2020

Aunque se presentó al mundo en 2014, grabó su primer álbum a la edad de 9 años. Cantante y compositora autodidacta desde muy joven, pasó su adolescencia entre la escuela y los estudios de grabación.
Fue la cantante principal y autora de la mayoría de las letras de “The Casino Royal”, banda de Pedro Janela, compositor y productor de Coímbra, y en 2009 se graduó en Imagen y Sonido en la Escuela Superior de Artes y Diseño de Caldas da Rainha.
En 2014, presentó su álbum debut, "For you", editado por Sony Music Portugal, seleccionando como primer sencillo "Tell Me Why", canción que fue incluida en la banda sonora de la telenovela "Jardins Proibidos". Fue producido por Sérgio Costa (Ex-Bell Chase Hotel) y Luis Caldeira.
Autora y compositora de todas sus canciones, su estilo se inspira en el soul / pop, de tradición anglosajona, habiendo sido comparada con Shirley Bassey y Adele.
En 2015, actuó en algunos de los escenarios portugueses más importantes (Festa do Avante, Sol da Caparica, Edp Cool Jazz, Meo Marés Vivas o Culturgest, entre otros) y debutó en los escenarios de Brasil, en uno de los eventos más importantes en São Paulo, “Virada Cultural”, siendo aclamada por la crítica brasileña y cariñosamente nombrada “La Amy Winehouse del Tajo” por Jotabê Medeiros.
En 2016, lanzó dos sencillos “Stay Strong” y "Gave Me Love", en un disco de pop, que serían incluidos en el segundo álbum de estudio, lanzado en 2017.
En 2023, ganó el Festival RTP da Cançao con la canción "Ai Coração", representando por tanto a Portugal en el Festival de la Canción de Eurovisión 2023, celebrado en Liverpool.

## Discografía

### Álbumes de estudio
- 2014 - For You (Sony Music)
- 2017 - Back In Town (Sony Music)

### Sencillos
- 2017 - "Going Down"
- 2017 - "Fire"
- 2016 - "Gave Me Love"
- 2016 - "Stay Strong"
- 2015 - "Savior"
- 2014 - "Tell Me Why"